# The Miroir or Glasse of the Synneful Soul
Pour les articles homonymes, voir Glasse.

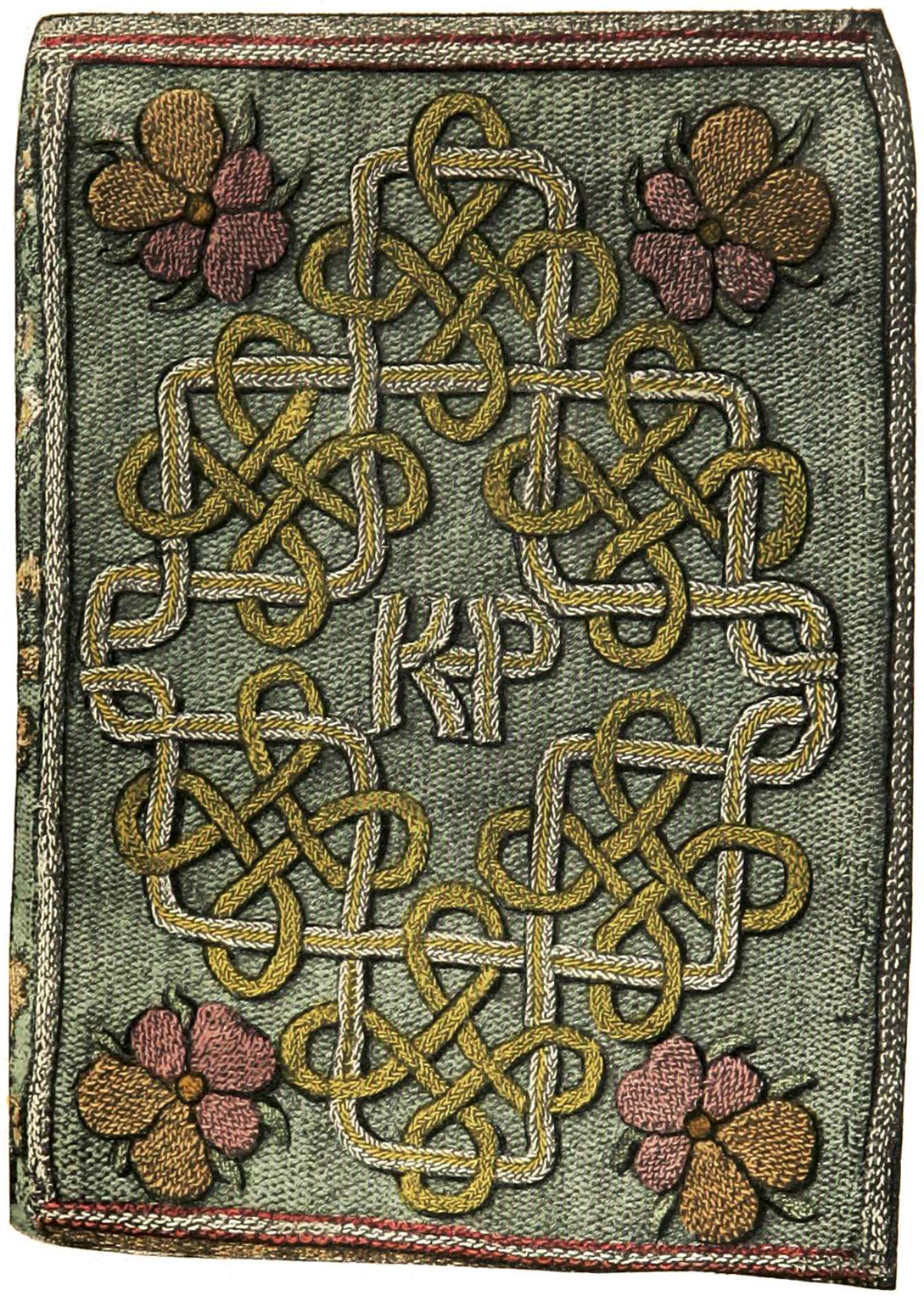
The Miroir or Glasse of the Synneful Soul

The Miroir or Glasse of the Synneful Soul est un livre manuscrit, copié par la princesse Élisabeth, la future Élisabeth Ire d’Angleterre, en 1544, alors qu'elle était âgée de onze ans, et offert à sa belle-mère Catherine Parr. Le livre est recouvert de toile et mesure environ 5 pouces sur 7. La broderie est peut-être de la main d'Élisabeth en personne. Les quatre coins de la couverture sont ornés de pensées.
Il est présenté par son auteur comme étant traduit « en prose anglaise à partir de vers français, en aboutant les phrases au mieux des capacités de mon esprit simple et de ma faible éducation », et est dédicacé comme suit : « À Ashridge (en), le dernier jour de l'an 1544 de Notre Seigneur… À notre très noble et vertueuse Reine Catherine, Élisabeth, son humble fille, souhaite une félicité éternelle et un bonheur sans fin. »
Il s'agit d'une traduction en prose et en anglais du Miroir de l'âme pécheresse, ouvrage en vers de Marguerite de Navarre.
Le livre est conservé à la bibliothèque Bodléienne de l'université d'Oxford.

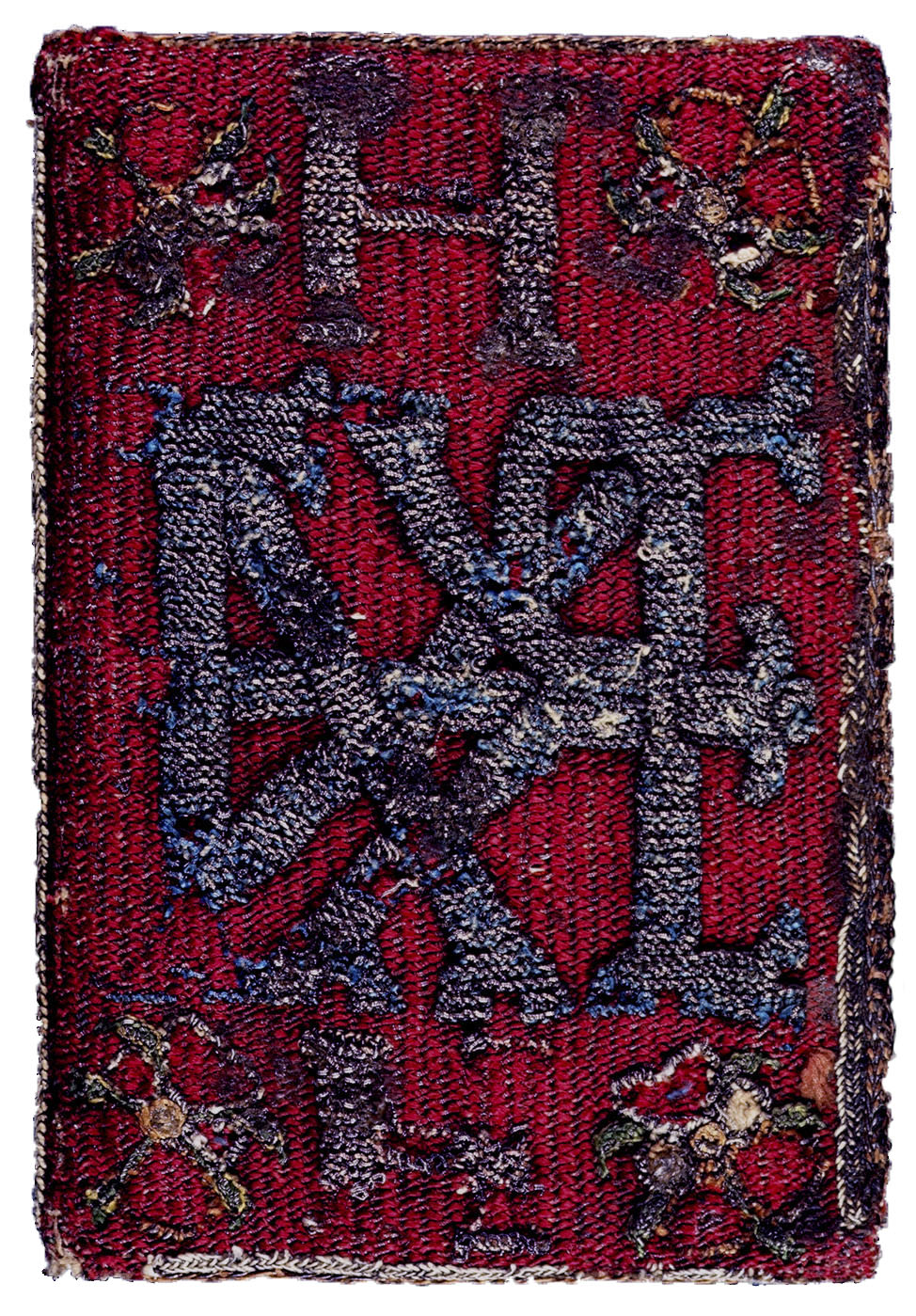
Prayers of Queen Katherine Parr

Un second manuscrit copié par Élisabeth, Prayers of Queen Katherine Parr, date de 1545. Il contient des prières ou méditations de Catherine Parr, à l'origine en anglais, et traduites par Élisabeth en latin, français et italien. Il est conservé au British Museum.
Il est probable que les deux reliures aient été brodées par Élisabeth, qui a pratiqué cette activité jusqu'à son accession au trône, en 1558.
Élisabeth a en outre traduit la Consolation de la philosophie de Boèce, tandis que sa demi-sœur Marie Ire avait, avant elle, traduit en anglais une paraphrase en latin faite par Érasme de l'Évangile selon Jean, traduction parue en 1548.